# Mariano Luis de Urquijo
Mariano Luis de Urquijo y Muga (Bilbao, 1769 – Parigi, 1817) è stato un politico, diplomatico e letterato spagnolo naturalizzato francese.
Ricoprì la carica di Segretario di Stato del Regno di Spagna sotto il regno di Carlo IV dal 12 febbraio 1799 al 13 dicembre 1800 e successivamente sotto il regno di Giuseppe Bonaparte tra il 7 luglio 1808 ed il 27 giugno 1813. Di idee illuministe cercò di limitare il potere della Santa Inquisizione spagnola, inimicandosi sia il clero che la Santa Sede. Quando l'Impero francese invase la Spagna e insediò Giuseppe Bonaparte come nuovo sovrano, Urquijo aderì al nuovo governo insediatosi, sperando così di portare avanti la sua politica anti-cattolica. Con la ritirata dei francesi dalla Spagna, fu dichiarato fuorilegge e costretto a vivere in esilio a Parigi dove morì nel 1817

## Formazione e attività diplomatica
Nato da una famiglia basca di nobili origini, studiò legge prima a Madrid e poi a Salamanca, dove fu compagno di studi del poeta e giurista Juan Meléndez Valdés, con il quale condivise gli entusiasmi per lo spirito illuminista. Trascorse diverso tempo in Irlanda, prima di entrare nella compagine diplomatica spagnola sotto la protezione del conte di Aranda e del Conte di Floridablanca.

Nel 1791 pubblicò una traduzione in spagnolo dell'opera La Mort de César di Voltaire messa all'Indice dei libri proibiti dalla Chiesa cattolica, per questo motivo venne fatto oggetto di accuse e persecuzioni da parte della Congregazione per la dottrina della fede, che portarono al suo confino a Pamplona e l'obbligo, dopo la sollevazione dal confino, di dover risiedere in uno dei comuni della provincia di Biscaglia.
 
Alla traduzione dell'opera di Voltaire accompagnò un pamphlet polemico dal titolo Discurso sobre el estado de nuestros teatros y la necesidad de su reforma, nel quale sosteneva una forte critica contro il teatro spagnolo settecentesco, avocando come soluzione la necessità di tornare alle regole neoclassiche.
Grazie alla protezione e all'intervento del Conte di Aranda, Urquijo si liberò dalla persecuzione della Santa Inquisizione spagnola, e venne nominato Segretario di Gabinetto presso la Secretaría de Estado sotto la presidenza dello stesso Conte di Aranda nel 1792.

Il 5 febbraio 1796 fu nominato Segretario dell'ambasciata spagnola a Londra, a dispetto delle sue simpatie filo-francesi, ed appena pochi giorni dopo, il 12 febbraio 1796 venne eletto alto funzionario del Segretario di Stato. Durante il suo incarico, in onore delle sue visioni illuministe, cercò di limitare il più possibile l'influenza politica e culturale della Santa Inquisizione, inimicandosi ulteriormente la Santa Sede; come segno di questa politica culturale anti-clericale, nominò Francisco Goya come primo pittore di Corte (pintor de Cámara).

## Segretario di Stato (febbraio 1799 - dicembre 1800)
Nel 1797, fu nominato ambasciatore spagnolo presso la Repubblica Batava ma le pessime condizioni di salute di Francisco de Saavedra costrinsero re Carlo IV a nominare Urquijo come Segretario di Stato al suo posto il 12 febbraio 1799. Approfittando dell'invasione francese dello Stato della Chiesa prima e della morte di Papa Pio VI nell'agosto 1799, Urquijo cercò di riconquistare alcune potestà appartenenti in precedenza alla Chiesa spagnola e ora nelle mani del Papato e di istituire così una nuova realtà ecclesiastica nazionale separata dalla curia romana, sulle orme della dottrina gallicana francese e dello scisma anglicano; tale tentativo è stato chiamato dagli storici scisma Urquijo. Sebbene godesse dell'appoggio di eminenti religiosi di simpatie gianseniste, come il vescovo di Salamanca Antonio Tavira Almazán, lo storico ecclesiastico Juan Antonio Llorente e lo storico illuminista Joaquín Lorenzo Villanueva e di alcuni canonici di alto profilo appartenenti alla Collegiata di Sant'Isidoro di Madrid, come il giurista e liberale José de Espiga, il tentativo "illuminato" di una riforma ecclesiastica nazionale di Urquijo trovò una forte opposizione all'interno delle gerarchie ecclesiastiche spagnole che risposero negativamente alle sue riforme soprattutto in reazione agli accadimenti successivi alla Rivoluzione francese, e fu quindi inesorabilmente destinato al fallimento.

Le difficoltà politiche di Urquijo non si limitavano solo al perseguimento della sua politica di riforma ecclesiastica, ma anche ai pessimi rapporti con l'alleato francese, al quale la Spagna era legato dal Secondo Trattato di San Ildedfonso del 1796, che univa i due paesi in un'alleanza militare e strategica contro il comune avversario rappresentato dall'Inghilterra. Tuttavia, pur mantenendo fede ai termini dell'alleanza, Urquijo ebbe modo di lamentare come il Direttorio "trattasse la Spagna come una provincia francese"; i rapporti con la Francia si deteriorarono ulteriormente con la deposizione del Direttorio da parte di Napoleone Bonaparte a seguito del Colpo di Stato del 18 brumaio. Napoleone, infatti, aveva invisa la figura di Urquijo in qualità di Segretario di Stato spagnolo, soprattutto in virtù della opposizione di quest'ultimo al progetto d'invasione francese del vicino Portogallo, spingendolo ad intavolare delle trattative segrete con l'Inghilterra nel mese di agosto del 1799.

Il 1º ottobre 1800 la politica espansionistica di Bonaparte costrinse il Segretario di Stato spagnolo Urquija a firmare il Terzo Trattato di San Ildefonso, con il quale la Spagna cedeva alla Francia di Napoleone il territorio di Nuova Orleans e della Louisiana.

L'inimicizia di Napoleone Bonaparte per Urquijo trovò un valido alleato nella fazione fedele al re e vicina alla Chiesa Cattolica, definita beata o jesuita, capitanata da un acerrimo avversario di Urquijo, Manuel Godoy, il quale cercava di arrestare l'ascesa e la carriera politica di Urquijo a corte, dal momento che costui aveva offuscato ed impedito le sue stesse ambizioni personali. Dopo l'elezione del nuovo pontefice nella persona di Pio VII, si ordì a corte una congiura orchestrata dal nunzio apostolico, monsignor Filippo Casoni e dallo stesso Godoy, volta a convincere il sovrano spagnolo che il Segretario di Stato Urquijo non solo era un pericolo per la chiesa spagnola ma anche per la stessa corona. Convinto da simili istanze, re Carlo IV esonerò Urquijo dal suo incarico il 13 dicembre 1800, ordinandone l'allontanamento dalla corte con la proibizione categorica di intraprendere qualsiasi tentativo di contatto sia con il re che con la regina Maria Luisa di Borbone-Parma; ne seguì una vera e propria epurazione politica che colpì tutti i simpatizzanti di Urquijo e della sua riforma religiosa.

Durante il suo incarico di Segretario di Stato, Urquijo fu promotore delle attività di ricerca ed esplorazione del naturalista tedesco Alexander von Humboldt, patrocinando in particolare i suoi viaggi di esplorazione nelle Americhe, fornendo all'esploratore approvvigionamenti e salvacondotti necessari per le sue imprese.

## L'esilio e il coinvolgimento nelle rivolte locali basche
Costretto all'esilio a Bilbao, Urquijo fu protagonista di una delle ultime rivolte locali note storicamente come Machinadas, scoppiate per tutto il XVII secolo nei Paesi Baschi per motivazioni sia economiche che sociali. Questa rivolta in particolare è identificata con il nome di Zamacolada, dal leader basco Simon Bernardo Zamacola, il quale propose all'assemblea rappresentativa della Juntas Generales di Biscaglia riunitasi nel luglio 1804 una mozione per la creazione di un nuovo porto che avrebbe fatto concorrenza a quello di Bilbao. Pur di ottenere il consenso della corona, la Juntas Generales di Biscaglia offrì non solo di intitolare il nuovo porto al ministro Godoy, ma anche di riformare il sistema di organizzazione della leva militare locale in modo da permettere alla monarchia di fare così uso dei militari, fino ad allora reclutati per difendere unicamente la regione basca, anche al di fuori del contesto prettamente regionale. Quando nelle città e nei villaggi baschi si diffuse la notizia che i giovani chiamati alla leva sarebbero stati costretti a combattere nell'esercito del re, si diffuse tra la popolazione un forte malcontento.

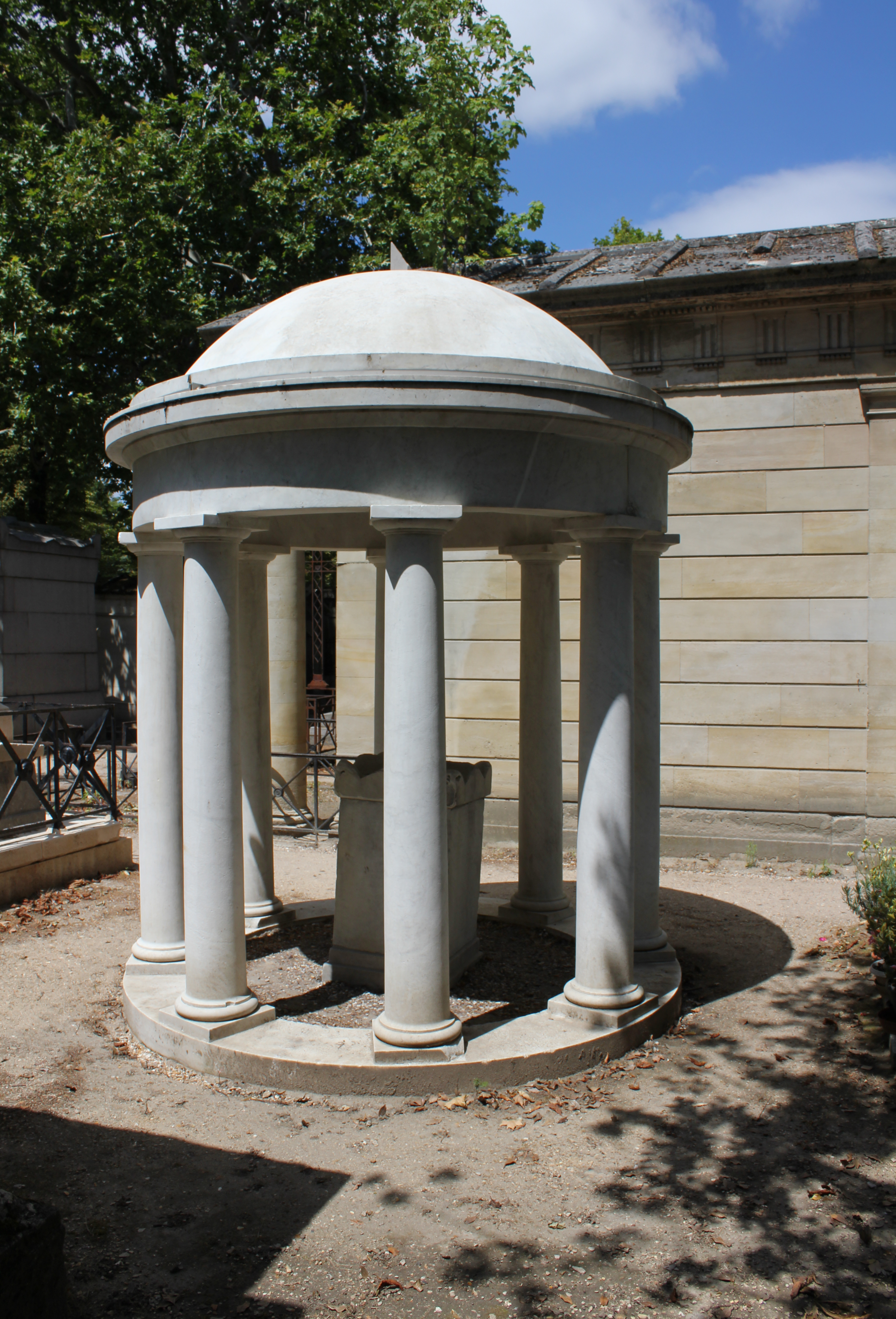
Luogo di sepoltura di Urquijo nel cimitero di Père-Lachaise a Parigi

Il 18 agosto 1804 venne convocata e si riunì una nuova assemblea nella elizate di Abando che contestò l'approvazione da parte della precedente assemblea del nuovo piano di coscrizione alla leva in favore della monarchia, mentre nelle strade la popolazione in armi costrinse due deputati dell'assemblea generale, José Agustín Ibáñez de la Rentería e Pedro Jiménez Bretón, insieme al sindaco di Abando Luis Marcelino Pereyra, i segretari dell'assemblea e un ex deputato, Pedro Francisco de Abendaño, a trincerarsi nella sala consiliare della cittadina basca. Solo grazie all'intervento personale di Urquijo e dell'ammiraglio José de Mazarredo Salazar, in compagnia di altri notabili del luogo, i rivoltosi furono convinti a rilasciare gli ostaggi a patto di rimanere sotto la loro custodia personale.

Forte delle sue convinzioni progressiste e riformiste, Urquijo si rese conto che la rivolta popolare era frutto della reazione contro le ingiustizie sociali che la riforma della leva militare aveva provocato; a tal proposito si offrì come mediatore tra i rivoltosi e la deputazione del Señorío de Vizcaya. Sedata la rivolta con l'intervento dell'esercito inviato per ordine di Carlo IV, nonostante non venisse provata alcuna complicità con i rivoltosi, venne decisa la sua espulsione dal Señorío de Vizcaya, così come di suo padre e dell'ammiraglio Salazar.

Durante il suo periodo di esilio, Urquijo scrisse le sue memorie che pubblicò con il titolo Apuntes para la memoria sobre mi vida política, persecuciones y trabajos padecidos en ella.

## Segretario di Stato sotto il governo di Giuseppe Bonaparte (luglio 1808 - giugno 1813)
Nel 1808, quando le truppe francesi del generale Murat entrarono il 23 marzo a Madrid, Urqujia comprese il pericolo che questo evento avrebbe comportato per la corona spagnola, allertando invano personalmente lo stesso Ferdinando VII. Convinto di dover collaborare con i francesi, quando Giuseppe Bonaparte venne nominato Re di Spagna, Urquijo non solo lo riconobbe pubblicamente come nuovo sovrano ma accettò di ricoprire nuovamente l'incarico di Segretario di Stato per conto del nuovo regime, il 7 luglio 1808. Spinto forse dalla speranza che la presenza francese avrebbe permesso di contrastare l'ultracattolicesimo ed il tradizionalismo retrogrado della corona spagnola, Urqujio si impegnò a fondo per introdurre finalmente una Costituzione che avrebbe per sempre cancellato le ingiustizie sociali e politiche del suo paese. Fu per questo motivo che intraprese la stesura di alcune Reflexiones (Riflessioni) che presero spunto dai principi che ispirarono il cosiddetto Statuto di Baiona, ovvero la Costituzione concessa dal governo napoleonico al Regno di Napoli il 20 giugno 1808. In esse Urqujio auspicava la soppressione dei diritti feudali e dei privilegi ecclesiastici, così come lo smantellamento degli ordini militari e la redistribuzione dei loro beni e capitali.

Dopo la fuga precipitosa di Giuseppe Bonaparte dalla Spagna, il 27 giugno 1813 Urquijo fu costretto ad andare al seguito delle truppe francesi in ritirata. Nel 1814 fu a capo di una delegazione di esiliati afrancesados (ovvero simpatizzanti della dottrina illuministica e delle istanze politiche della Rivoluzione francese) volta a chiedere il perdono a Ferdinando VII, instauratosi nuovamente sul trono spagnolo. Tuttavia i suoi trascorsi anti-clericali e le inimicizie createsi nel corso del tempo a corte spinsero il sovrano spagnolo a non concedere alcun perdono ed anzi ad accusare Urquijo di alto tradimento per la sua collaborazione con il regime napoleonico.

Costretto all'esilio in maniera permanente e definitiva, Urquijo decise di prendere la cittadinanza francese e scelse di risiedere a Parigi, dove morì il 3 maggio 1817, e venne sepolto nel cimitero monumentale di cimitero di Père-Lachaise.

## Onorificenze
- Ordine di Carlo III
- Cavaliere dell'Ordine del Toson d'oro